# Raumsonde

Raumsonde Cassini

Eine Raumsonde ist ein unbemannter Raumflugkörper, der im Gegensatz zu Erdbeobachtungssatelliten und zu Weltraumteleskopen auf eine Reise zu einem oder mehreren Untersuchungsobjekten im Sonnensystem geschickt wird. In ersichtlichem Zusammenhang mit Weltraumforschung kann die Bezeichnung auch zu „Sonde“ abgekürzt werden und so Komposita mit Zielobjektbenennungen bilden, beispielsweise „Mondsonde“ oder „Marssonde“.

## Eigenschaften
Insbesondere für Flüge zu Zielen jenseits von Mars und Venus erfordert der Flug von Raumsonden die Fähigkeit, große Geschwindigkeitsänderungen (Delta v) durchzuführen. Kurskorrekturen erfolgen nach der ersten Vermessung der Bahn sowie in verschiedenen Entfernungen vom Ziel. Die Navigation von Raumsonden erfolgt mit Hilfe des Doppler-Effekts und der Signallaufzeiten auf eine Genauigkeit von teilweise unter einem Meter in der Position und unter einem Zentimeter pro Stunde in der Geschwindigkeit.
Aufgrund großer Signallaufzeiten für Steuerbefehle müssen Raumsonden über Systeme verfügen, die sie in gewissem Umfang von Bodenstationen unabhängig machen. Das gilt insbesondere für die Lageregelung und die Ablaufsteuerung von Bahnmanövern und Beobachtungen.
Die Energieversorgung erfolgt bei Raumsonden zum Mond und zu den inneren Planeten meist mit Solarzellen, die über einen Akkumulator gepuffert sind. Raumsonden für den Flug zu äußeren Planeten verwenden für die Stromversorgung oft Radionuklidbatterien, da mit wachsendem Abstand von der Sonne Solarzellenflächen immer ineffizienter werden. Der Fortschritt in der Solarzellentechnik ermöglicht es jedoch sogar eine Raumsonde beim Jupiter mit Energie aus Solarzellen zu versorgen (siehe: Juno).
Je nach Aufgabenstellung unterteilt man Raumsonden in:
- Vorbeiflugsonden – Sonden, die nur einen Vorbeiflug an einem Himmelskörper durchführen, um am Weg und in der Nähe Beobachtungen zu machen und dann noch ein weiteres Ziel haben können.
- Orbiter – Sonden, die eine Umlaufbahn um einen Himmelskörper einnehmen und somit einen Orbitalflug durchführen.
- Lander – Sonden, die auf einem Himmelskörper landen. Bei einer weichen Landung wird die Sonde abgebremst und bleibt funktionsfähig. Bei einer geplanten harten Landung schlägt die Sonde ungebremst auf und wird dabei zerstört. In diesem Fall spricht man von einer Einschlagsonde oder einem Impaktor.
- Probenrückführung (englisch sample return) – Sonden, die Proben eines Himmelskörpers, im Weltraum eingesammelte Partikel oder angefertigte Proben zur Erde zurückführen.

Ausreichend sanft gelandete Sonden oder Teile von ihnen, die auf einem Himmelskörper verbleiben und mit einem Passivelement Retroreflektor ausgestattet sind, werden als Vermessungspunkt und für Messungen von Staubablagerung und der Durchsichtigkeit der Atmosphäre genutzt.